# 应村乡
应村乡，是中华人民共和国浙江省丽水市遂昌县下辖的一个乡镇级行政单位。
```
   应村乡位于遂昌县西北部，驻地应村，距县城40公里，距浙赣线50公里。东邻新路湾镇，西南连金竹镇、三仁乡、大柘镇，西毗高坪乡，北接龙游县，东北与北界镇相邻。总面积83平方公里，耕地面积317公顷，林地7920公顷，平均海拔355米。
   现辖15个行政村（原17个行政村，2003年原张家、周家、白岩三村合并为高棠村），79个自然村，108个村民小组，2663户，8463人。2004年工农业总产值6021万元：其中工业产值3603万元，农业产值2418万元；农民人均收入2672元。
   2010年全乡实现工农业总产值11988万元，其中工业产值8278万元，其中毛竹加工业产值达5630万元，占全乡工业总产值的68%,农业产值3710万元。高山蔬菜1918亩。农民人均收入6175元。应村乡是全县竹林面积最大的乡镇，竹林面积4.3万亩，占全乡土地总面积的33%，人均竹林5亩，到目前全乡总立竹量达570万株，年原竹采伐量达72万支，竹产业已成为应村乡农村经济的支柱产业。
```